# ライフ・ドア 黄昏のウォール街
『ライフ・ドア 黄昏のウォール街』（原題：AUGUST）は、アメリカ合衆国の映画作品。

## キャスト
| 役名               | 俳優                         | 日本語吹替 |
| ------------------ | ---------------------------- | ---------- |
| トム・スターリング | ジョシュ・ハートネット       | 森川智之   |
| サラ               | ナオミ・ハリス               | 宮川美保   |
| ジョシュア         | アダム・スコット             | 間島淳司   |
| メラニー           | ロビン・タニー               | 東條加那子 |
| ディラン           | アンドレ・ロヨ               | 松田健一郎 |
| モレラ             | エマニュエル・シュリーキー   | 羽飼まり   |
| オーグルビー       | デヴィッド・ボウイ           | 飛田展男   |
| デイビッド         | リップ・トーン               | 伊井篤史   |
| ナンシー           | キャロライン・ラガーフェルト | 秋保佐永子 |
| バートン           | アラン・コックス             | 藤吉浩二   |

- その他の声の吹き替え：沼倉愛美／日笠陽子／吉本泰洋